# Nemenikuće
Nemenikuće (Servisch cyrillisch Неменикуће) is een plaats in de Servische gemeente Sopot. De plaats telt 2058 inwoners (2002).